# Detroit-floden
Detroit er en flod i Nordamerika. Den forbinder Lake St. Clair med Lake Erie. 
Den 45 km lange flod danner grænsen mellem mellem USA og Canada, og de to store byer, Detroit i Michigan, USA, og Windsor, Ontario, Canada, ligger på hver sin side af floden.
Detroit-floden har spillet en vigtig rolle i Nordamerikas og byen Detroits historie, og den er en af de travleste floder i verden. Dens betydning stammer især fra, at den er en del af transportruten, der forbinder søerne Lake Michigan, Lake Huron og Lake Superior til St. Lawrence Seaway og Eriekanalen. Efter industrialiseringen af især byen Detroit blev floden gennem det meste af det 20. århundrede stærkt forurenet, men i de senere år er den blevet meget renere, og den har nu både økonomisk og rekreativ betydning. Der er en række øer i floden, og den nedre del af løbet indgår i naturbeskyttelsesområdet Detroit River International Wildlife Refuge.